# Roberto Guerrero
Roberto José Guerrero Isaza (Medellín, 16 de Novembro de 1958) é um ex-automobilista colombiano. Participou de 29 Grands Prix na Fórmula 1, estreando em 23 de janeiro de 1982.
Sem nenhum ponto conseguido na F1 e sem perspectiva de dirigir para uma grande equipe, Guerrero deixou, no final da temporada de 1983, a F1 para correr nos Estados Unidos da América. Ele teve um bom começo em sua carreira automobilística na Champ Car, obtendo um 2º lugar na Indianapolis 500 de 1984. Seu bom desempenho inicial, porém, não repetiu-se ao longo desta sua nova fase, venceu apenas duas corridas, todas em 1987. Mais tarde no mesmo ano, ele sofreu um grave acidente, que o deixou em coma por 17 dias. Suas melhores participações ocorreram em Indianápolis. Ele esteve muito perto de vencê-la em duas ocasiões: 1984 e 1987, mas sempre a falta de sorte tirou-lhe as vitórias. Em 1992 ele rodou sozinho na volta de apresentação após ter conquistado a pole position. Guerrero esteve por cinco vezes entre os cinco melhores pilotos e manteve o recorde de velocidade na qualificação conseguido em 1992 até 1996. Guerrero foi também selecionado para participar da International Race of Champions de 1988.
Guerrero naturalizou-se cidadão estadunidense em 1989. Ele e sua mulher têm três filhos e moram em Orange County, Califórnia.
Atualmente Guerrero voltou ao automobilismo, mas em uma modalidade diferente. Começou participando de corridas off-road na lendária Baja 2000, continuou a correr na Baja 1000 e é guia de excursões na península Baja pela Wide Open Baja.

## Resultados de Roberto Guerrero naFórmula 1[1]
| Ano  | Nome Oficial da Equipe | Chassis       | Motor                | 1      | 2       | 3       | 4       | 5      | 6       | 7       | 8       | 9      | 10      | 11      | 12     | 13      | 14      | 15     | 16      | Pontos | Posição  |
| ---- | ---------------------- | ------------- | -------------------- | ------ | ------- | ------- | ------- | ------ | ------- | ------- | ------- | ------ | ------- | ------- | ------ | ------- | ------- | ------ | ------- | ------ | -------- |
| 1982 | Ensign Racing          | Ensign N181   | Ford Cosworth DFV V8 | RSA    | BRA NQ  | USW Ret | SMR NP  | BEL NQ | MON NQ  | USE Ret | CAN Ret | HOL NQ | GBR Ret | FRA NQ  | GER 8  | AUT Ret | SUI Ret | ITA NC | LVG DNS | 0      | NC (31º) |
| 1983 | Theodore Racing Team   | Theodore N183 | Ford Cosworth DFV V8 | BRA NC | USW Ret | FRA Ret | SMR Ret | MON NQ | BEL Ret | USE NC  | CAN Ret | GBR 16 | GER Ret | AUT Ret | HOL 12 | ITA 13  | EUR 12  |        |         | 0      | NC (29º) |

## Resultados de Roberto Guerrero nas 500 Milhas de Indianápolis

### 500 Milhas de Indianápolis[2]
| Ano      | Equipe             | Chassi      | Motor          | Largada | Final |
| -------- | ------------------ | ----------- | -------------- | ------- | ----- |
| 1984     | Bignotti-Cotter    | March 84C   | Cosworth       | 7       | 2     |
| 1985     | Cotter             | March 85C   | Cosworth       | 16      | 3     |
| 1986     | Cotter             | March 86C   | Cosworth       | 8       | 4     |
| 1987     | Granatelli         | March 87C   | Cosworth       | 5       | 2     |
| 1988     | Granatelli         | Lola T88/00 | Cosworth       | 12      | 32    |
| 1990     | Patrick/Alfa Romeo | March 90CA  | Alfa Romeo     | 28      | 23    |
| 1991     | Patrick/Alfa Romeo | Lola T91/00 | Alfa Romeo     | 28      | 30    |
| 1992 (*) | King               | Lola T92/00 | Buick          | 1 (*)   | 33    |
| 1993     | King               | Lola T93/00 | Chevrolet C    | 10      | 28    |
| 1994     | Pagan              | Lola T92/00 | Buick          | 30      | 33    |
| 1995     | Pagan              | Reynard 94I | Ilmor-Mercedes | 13      | 12    |
| 1996     | Pagan              | Reynard 95I | Ford XB        | 6       | 5     |
| 1997     | Pagan              | Dallara     | Infiniti       | 19      | 27    |
| 1998     | Pagan              | Dallara     | Oldsmobile     | 9       | 22    |
| 1999     | Cobb               | G-Force     | Infiniti       | 25      | 25    |
| 2000     | Foyt               | Dallara     | Oldsmobile     | NQ      | NQ    |
| 2001     | Simon              | Dallara     | Oldsmobile     | NQ      | NQ    |